# António José Baptista
António José Baptista (Alvaiázere, 1854 – Lisboa, 12 de julho de 1912) foi um político e empresário português que, entre 1892 e 1899 e 1906 e 1910 foi Presidente da Câmara Municipal de Setúbal.

## Biografia
Cacique local e empresário e figura incontornável, António José Baptista nasceu em Alvaiázere, em 1854, mas foi em Setúbal que exerceu a sua maior influência política, seja em eleições, apoiando candidatos do Partido Progressista, seja junto dos governos da Monarquia Constitucional.
Como empresário, Baptista introduziu, em 1893, a indústria litográfica quando adquiriu, em Paris, e montou em Setúbal a máquina Jenes, a mais avançada à época, e em 1905, com o filho Luís José Baptista, fundou a Litografia Aliança.
Em termos de infraestruturas, quer como autarca, quer como empresário, contribuiu para a construção do primeiro edifício próprio do Liceu Nacional de Bocage, em 1908, a construção da Praça de Touros D. Carlos (atual Carlos Relvas), para o que cedeu os respetivos terrenos, o coreto da Avenida Luísa Todi, para além de ter estado na origem da empresa que iria conceber o Teatro Rainha D. Amélia, atual Fórum Municipal Luísa Todi. Também se destacou por ter mandado construir o lavadouro público do Bonfim, substituir a iluminação a gás por elétrica, ter doado 50 mil réis em materiais para a construção do hospital da Santa Casa da Misericórdia de Setúbal.
Faleceu em Lisboa, a 12 de julho de 1912, tendo sido trasladado para Setúbal, cujo funeral realizado dois dias depois no Cemitério de Nossa Senhora da Piedade contou com acompanhamento musical de bandas filarmónicas de Setúbal e de Palmela, com uma enorme adesão popular.